# WWE Immortals
WWE Immortals è un videogioco picchiaduro sviluppato da NetherRealm Studios e pubblicato da Warner Bros. per Android e iOS. Il videogioco presenta wrestler reali appartenenti alla WWE trasformati in supereroi fantasy.
Il gioco è stato disponibile gratuitamente a partire dal 15 gennaio 2015. Il titolo è stato rimosso da Google Play e App Store nel dicembre 2018 e la campagna multigiocatore resa non disponibile dal 28 febbraio 2019.

## Trama
Nell'universo della WWE un'energia potente e oscura si erge all'orizzonte, situata all'interno della lanterna di Bray Wyatt; quest'ultimo è pronto a liberare i poteri da essa, ma viene tradito da Triple H e Stephanie McMahon, i quali rubano la lanterna e usano l'energia per piegare chiunque si schieri contro l'Authority.
L'energia della lanterna si sprigiona nell'universo della WWE e colpisce molti wrestler, che da essa ottengono poteri incredibili: alcuni li usano per opere di bene, altri invece per dominare su tutto e tutti; i wrestler si dividono quindi in due diverse fazioni (eroi e cattivi), dando vita a scontri leggendari.

## Modalità di gioco

### Roster

#### Bronzo
| Uomini | Donne |
| --- | --- |
| - Big E (Strongman) - Big Show (Giant) - Daniel Bryan (Yes Movement) - Kane (The Demon) - Randy Orton (Viper) - Roman Reigns (Centurion) - Sheamus (Ancient Druid) | - Brie Bella (Ice Witch) - Nikki Bella (Pyromancer) - Paige (Dark Sorceress) - Trish Stratus (White Witch) |

#### Argento
| Uomini | Donne |
| --- | --- |
| - Big E (Pantheon) - Brock Lesnar (Beast Incarnate) - Dean Ambrose (Back Alley Brawler) - John Cena (Soldier) - Sheamus (Celtic Warrior) - Steve Austin (Icebound Watcher) - The Rock (Stone Watcher) - Triple H (The Authority) - Ultimate Warrior (Arena) - Undertaker (Deadman) | - Brie Bella (Lunar Guardian) - Nikki Bella (Solar Assassin) - Paige (Banshee Knight) - Stephanie McMahon (The Authority) |

#### Oro
| Uomini | Donne                                                                                  |
| --- | -------------------------------------------------------------------------------------- |
| - AJ Styles (Zombie) - Batista (Animal/Hunter) - Big E (Evolved) - Big Show (Enlightened/Lumberjack) - Bray Wyatt (Mad Scientist/Vodoo) - Bret Hart (Sharpshooter) - Brock Lesnar (Conqueror/Cyborg/Zombie) - Daniel Bryan (Evolved/NO! NO! NO!) - Dean Ambrose (Lunatic Fringe) - Hulk Hogan (Beach Basher/Renegade) - John Cena (Dashing Rogue/Evolved) - Johnny Cage (A-List/Mortal Kombat) - Kane (Big Red Machine) - Macho Man (Macho King/Renegade) - Raiden (Xavier Woods) - Randy Orton (Evolved) - Roman Reigns (Evolved/Hound of Justice) - Rusev (Frontiersman/Red Soldier) - Seth Rollins (Evolved/Swashbuckler/Zombie) - Sheamus (Evolved) - Sting (Scorpion Warrior) - Steve Austin (Texas Rattlesnake/Zombie) - The Rock (Raging Minotaur) - Triple H (King of King/Skull King) - Ultimate Warrior (Jungle) - Undertaker (Necromancer) | - Paige (Evolved) - Stephanie McMahon (Warrior Queen) - Trish Stratus (Angelic Knight) |

#### Platino
| Uomini |
| --- |
| - AJ Styles (Exoskeleton) - Bray Wyatt (Dark Lantern) - Randy Orton (Viper Dojo) - Sgt. Slaughter (Commando) |